# Viola, New York
Viola är en så kallad census-designated place i Rockland County i delstaten New York. Vid 2010 års folkräkning hade Viola 6 868 invånare.